# NGC 6045A
NGC 6045A is een balkspiraalstelsel in het sterrenbeeld Hercules. Het hemelobject werd op 27 juni 1886 ontdekt door de Amerikaanse astronoom Lewis A. Swift.

## Synoniemen
- UGC 10177
- DRCG 34-82

vMCG 3-41-88
- Arp 71
- ZWG 108.112
- IRAS 16028+1753
- PGC 57031